# بيلي كايل
بيلي كايل (بالإنجليزية: Billy Kyle)‏ هو عازف جاز وعازف بيانو أمريكي، ولد في 14 يوليو 1914 في فيلادلفيا في الولايات المتحدة، وتوفي في 23 فبراير 1966 في يونغزتاون في الولايات المتحدة.

## وصلات خارجية
- بيلي كايل على موقع IMDb (الإنجليزية)
- بيلي كايل على موقع ميوزك برينز (الإنجليزية)
- بيلي كايل على موقع أول موفي (الإنجليزية)
- بيلي كايل على موقع قاعدة بيانات الأفلام السويدية (السويدية)
- بيلي كايل على موقع أول ميوزيك (الإنجليزية)
- بيلي كايل على موقع ديسكوغز (الإنجليزية)
- بيلي كايل على موقع قاعدة بيانات الفيلم (الإنجليزية)
- بيلي كايل على موقع كينوبويسك (الروسية)